# Nocturnal Breed
I Nocturnal Breed sono una band black/thrash norvegese, formata ad Oslo nel 1996 dal cantante/bassista Kenneth Svartalv (SA Destroyer) e dal chitarrista Sven Atle Kopperud (Ed Damnator).

## Storia
La band venne fondata nel 1996 dal cantante e bassista SA Destroyer (Gehenna, Satyricon) e dal chitarrista Ed "Silenoz" Damnator (Dimmu Borgir). Nei mesi successivi diedero alle stampe diverse demo, alcune delle quali vennero incluse in varie compilation. La band venne quindi messa sotto contratto dall'etichetta olandese Hammerheart Records con la quale diede alle stampe, nell'ottobre 1997, l'album di debutto Aggressor. Il disco è stato registrato ai Gordon Studios di Oslo con il contributo di due musicisti di sessione: il chitarrista Astennu e il batterista Rick Hellraizer. La pubblicazione del suddetto disco è stata seguita da un tour in Europa in autunno, insieme agli Emperor e ai Bal-Sagoth. Da questo tour in poi, il chitarrista Axeman I. Maztor e il batterista Andy Michaels si unirono alla band.
Dopo il tour, la band lavorò sul materiale per un nuovo album. Nel frattempo, la Hammerheart Records pubblicò l'EP Triumph of the Blasphemer nel 1998, che includeva registrazioni dal vivo del tour (inclusa la cover dei Death Evil Dead), materiale inedito dalle registrazioni di Aggressor e la cover dei W.A.S.P. I'm Alive . Poco dopo, il batterista Andy Michaels è stato sostituito da Tex Terror. Nella primavera del 1998 la band registrò il secondo album No Retreat No Surrender ai Gordon Studios e pubblicò l'album quello stesso anno su Hammerheart Records. Dopo le registrazioni, Ed Damnator lasciò la band e fu sostituito da Ben Hellion. Per promuovere l'album, seguì un altro tour in Europa, durante il quale la band lasciò intendere una separazione dalla Hammerheart Records, rea di una scarsa promozione del gruppo. Dopo il tour, la band andò ai Gordon Studios per tre mesi per registrare il loro terzo album, The Tools of the Trade, che è venne pubblicato dall'etichetta statunitense Holycaust Records verso la fine del 2000.
L'etichetta belga Painkiller Records, scoperta la band, decise di ripubblicare The Tools of the Trade. Nel 2005 questa pubblicò anche il cofanetto The Remasters, che conteneva tutte le canzoni precedentemente pubblicate in una versione rimasterizzata, con un nuovo design di copertina e nuovi booklet, oltre a oltre dieci canzoni inedite. I. Maztor lasciò la band nel 2001 e venne sostituito dal chitarrista Tom Thrawn dei Dødheimsgard. A causa di conflitti con i membri della band, Thrawn lasciò la formazione nel 2005 e venne sostituito da AE Rattlehead. Poche settimane dopo il gruppo iniziò a scrivere nuovo materiale per il disco successivo.
Fields of Rot, quarto disco della band, venne registrato ai Deadringer Studios. L'album venne pubblicato nel 2007 dalla Agonia Records.
Nel marzo del 2011 fu la volta di Napalm Nights, quinto disco in studio, pubblicato anche stavolta dalla Agonia Records, mentre cinque anni dopo, nel 2019, il gruppo rilasciò tramite la Folter Records We Only Came for the Violence, sesto album in studio.

## Discografia
- 1996 - Raping the Angels (Demo, Eigenveröffentlichung)
- 1997 - Demo Rehearsal 02.97 (Demo, Eigenveröffentlichung)
- 1997 - Raping Europe '97 (EP, Hammerheart Records)
- 1997 - Aggressor (Hammerheart Records)
- 1998 - No Retreat... No Surrender (Hammerheart Records)
- 1998 - Triumph of the Blasphemer (Hammerheart Records)
- 2000 - The Tools of the Trade (Holycaust Records)
- 2004 - Warthog 7” (Singolo, Prostata Records)
- 2004 - Motörmouth (Singolo, Neseblod Records)
- 2004 - Überthrash (Singolo-Split con gli Aura Noir, gli Infernö e gli Audiopain, 2004, Duplicate Records)
- 2004 - The Remasters (Box-Set, Painkiller Records)
- 2005 - Black Cult: The Demonz 96–99 (Compilation, Painkiller Records)
- 2005 - Überthrash II (Singolo-Split con gli Aura Noir, gli Infernö e gli Audiopain, 2005, Duplicate Records)
- 2005 - The Remasters (Promo) (Demo, Painkiller Records)
- 2007 - Fields of Rot (Agonia Records)
- 2014 - Napalm Nights (Agonia Records)
- 2019 - We Only Came for the Violence (Folter Records)

## Formazione
- S.A. Destroyer (Kenneth Svartalv): voce, basso (1996-)
- I. Maztor: chitarra (1997-2001/ 2011- presente)
- Tex Terror: batteria, voce (1998-)
- V. Fineideath: chitarra (2011-)